# James Clark Ross

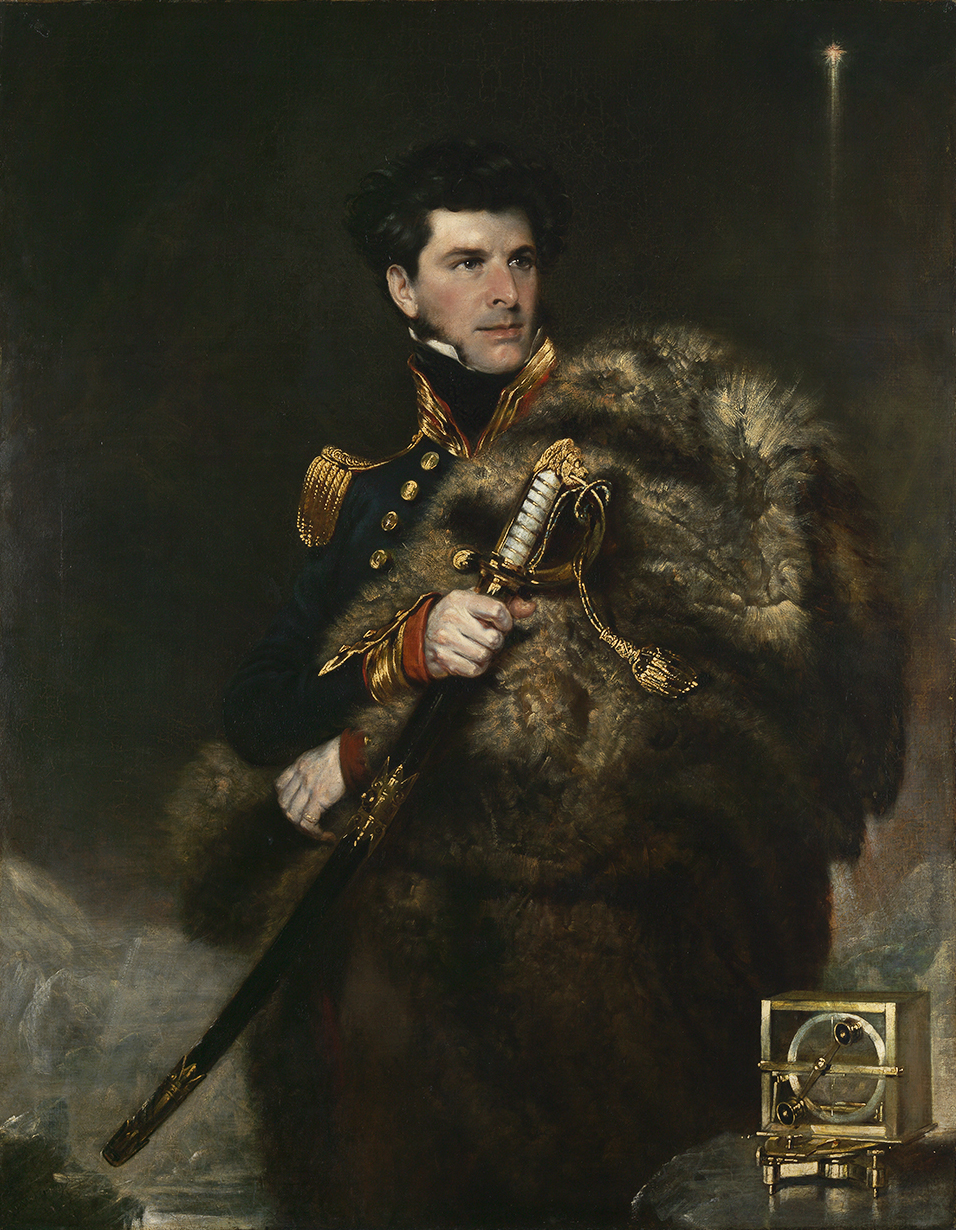
James Clark Ross, von John R. Wildman, 1833–34, National Maritime Museum, London

Sir James Clark Ross (* 15. April 1800 in London; † 3. April 1862 bei Aylesbury) war ein britischer Entdecker und Seefahrer. Er fand bei einer Expedition in die kanadische Arktis den nördlichen Magnetpol und erforschte bei der nach ihm benannten Expedition in die Antarktis das nach ihm benannte Rossmeer.

## Leben und Wirken

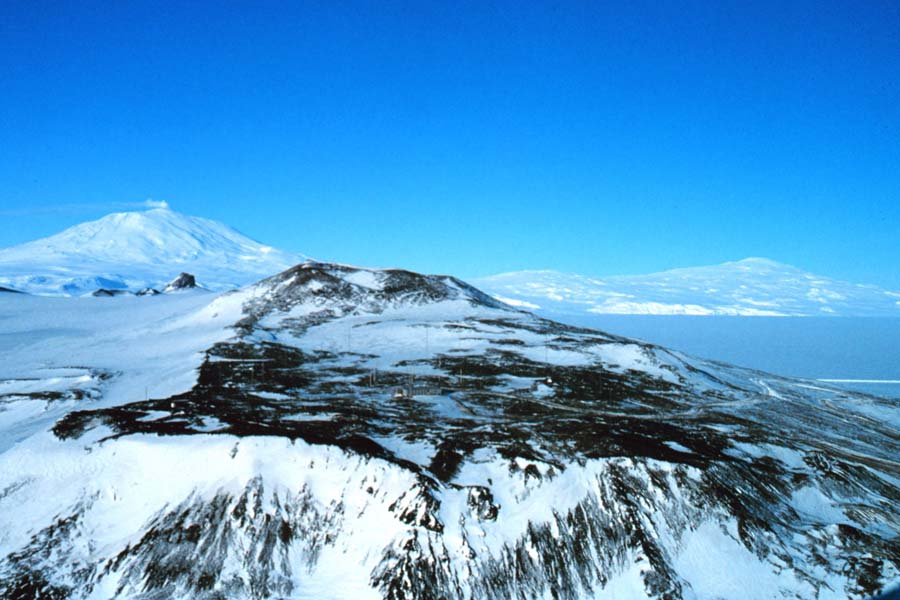
Mount Erebus und Mount Terror

Als Sohn eines wohlhabenden Geschäftsmannes geboren, meldete er sich bereits im Alter von 12 Jahren freiwillig zum Dienst in der Royal Navy, wohl beeinflusst von der Teilnahme seines Onkels John Ross, der zu diesem Zeitpunkt als junger Marineoffizier an den Napoleonischen Kriegen teilnahm. Unter dem förderlichen Einfluss seines Onkels wurde er bald als Midshipman und Maat eingesetzt, und als dieser schließlich 1818 das Kommando über eine Expedition zur Suche nach der Nordwestpassage und Erkundung der arktischen See erteilt bekam, nahm James als Midshipman daran teil. Auch nachdem deren Erfolg wegen einer Fehleinschätzung seines Onkels – er hielt den Lancastersund für eine Bucht – stark eingeschränkt geblieben war, nahm James 1819–1825 an mehreren weiteren Polarexpeditionen unter der Führung von dessen zweitem Offizier William Edward Parry teil. Dabei konnte er sich durch Tüchtigkeit und besonders durch selbstständige Durchführung wissenschaftlicher Untersuchungen und Schlittenerkundungen einen Namen machen und wichtige Erkenntnisse zum Forschen und Überleben in den Polarregionen gewinnen. Er wurde für seine Leistungen zum Lieutenant befördert und lernte dort auch seinen langjährigen Freund und Vertrauten Francis Crozier kennen.
Nach dem Sommer 1826, den er zum ersten Mal seit sieben Jahren südlich des nördlichen Polarkreises verbracht hatte, nahm er 1827 an einer weiteren erfolglosen Expedition unter Parry teil, die sich stark auf die damals populäre Theorie vom eisfreien Nordpolarmeer stützte und das Ziel hatte, mit auf Schlitten übers Eis gezogenen Booten von Spitzbergen aus zum geographischen Nordpol zu gelangen. Die Expedition erreichte übers Eis eine Position nördlich des 82. Breitengrades, was einen etwa fünfzig Jahre lang bestehenden Rekord darstellte, musste sich dann aber wegen des ständig nach Süden abdriftenden Eises und angesichts des Ausbleibens des erwarteten schiffbaren Ozeans geschlagen geben. Ross wurde bei seiner Rückkehr zum Commander befördert.
1829 begleitete er seinen Onkel John Ross auf dessen zweiter, diesmal eigenfinanzierter Fahrt zum Nordpol, während der er am 1. Juni 1831 den damals auf der Boothia-Halbinsel liegenden nördlichen Magnetpol fand. Die Expedition saß vier Jahre lang vom Eis eingeschlossen fest, und Ross gewann weitere wertvolle Erkenntnisse zum Überleben in diesen Breitengraden, insbesondere über die Ernährung der Inuit. Nach seiner Rückkehr 1834 wurde er zum Post-Captain ernannt.
Als im Jahre 1835 besorgniserregende Berichte über eine Anzahl vom Eis in der Davisstraße eingeschlossener Walfangboote bei der Admiralität eintrafen, wurde Ross mit der Organisation der Rettungsexpedition betraut, die im Frühjahr 1836 in See stach. Die Walfänger konnten gerettet werden; dies jedoch war nicht John Ross’ Verdienst, denn bei dessen Ankunft in der Davisstraße hatten sich die Walfänger bereits selbst befreit.

## Antarktis

Expeditionen 1840/41 und 1841/43

Ross unternahm am 29. September 1839 mit den Schiffen Erebus und Terror, zwei umgebauten Bombarden, eine Expedition zum Südpol. Als zweithöchsten Offizier der Expedition und Kommandeur der Terror wählte er seinen Freund Francis Crozier.
Ross entdeckte am 11. Januar 1841 unter 71° 15′ südlicher Breite ein Land mit hohen Schneegebirgen, dem er den Namen Süd-Victorialand gab. Er benannte auf einer davor liegenden Insel (Ross-Insel) zwei Vulkane nach seinen Schiffen (Mount Erebus und Mount Terror), was angesichts Tatsache, dass einige der Schwesterschiffe der Erebus und Terror nach Vulkanen benannt waren, eine nicht von der Hand zu weisende Ironie darstellt. Am 2. Februar drang er bis zu 78° 10′ südlicher Breite vor, dem für lange Zeit südlichsten von einem Menschen erreichten Punkt. Hier musste er vor einer riesigen Eiswand umkehren. Anfang März wandte sich Ross nach Norden zurück und kam am 4. April 1841 wieder in Tasmanien an. Im November segelte die Expedition über Neuseeland erneut in den antarktischen Bereich, traf aber auf eine so hohe Eisschranke, dass sie nicht so weit wie im Jahr zuvor vordringen konnte. Er segelte daraufhin zu den Falklandinseln. Von hier aus startete er am 17. Dezember 1842 zu einem dritten Anlauf zum Südpol. Er war der Überzeugung, dass sich hinter der großen Eisschranke ein riesiges Festland befinden musste.
Ross wandte sich nun nach England zurück und kam dort am 4. September 1843 an. Am 13. März 1844 erhielt er die Ritterwürde eines Knight Bachelor.
Die herausragende Leistung dieser vierjährigen Forschungs- und Entdeckungsreise bestand darin, dass es der Ross-Expedition gelang, mit ihren Segelschiffen den Packeisgürtel des südlichen Polarmeeres zu durchbrechen. Ross hatte von der Reise des englischen Walfängers John Balleny die Information erhalten, dass dieser am 170. östlichen Längengrad bis auf 69° südlicher Breite vorgestoßen war und dort freies Wasser vorgefunden hatte. Es gelang der Ross Expedition am 9. Januar 1841, den Packeisgürtel in Richtung Süden zu verlassen.

## Suche nach Franklin
1848 sollte Ross mit den Schiffen Enterprise und Investigator die verschollene Franklin-Expedition aufsuchen, mit der ihn persönlich unter anderem die Erinnerung an seinen Freund Crozier und die Mannschaft der Schiffe Erebus und Terror verband. Er überwinterte in Leopoldshafen und organisierte im Frühjahr 1849 mehrere Schlittenfahrten, deren wichtigste unter der persönlichen Leitung von Ross die nördliche und westliche Küste von Somerset Island (Kanada) bis 72° 38' nördlicher Breite aufsuchte. Wegen hohen Eisgangs musste er sich auf den Heimweg machen und erreichte am 27. September 1849 die Orkneys.
Ross wurde am 1. Dezember 1856 zum Rear-Admiral befördert. Er starb am 3. April 1862 bei Aylesbury.

## Mitgliedschaften
1828 wurde er zum Fellow der Royal Society gewählt; seit 1852 war er korrespondierendes Mitglied der Académie des sciences.

## Bezeichnungen nach Ross

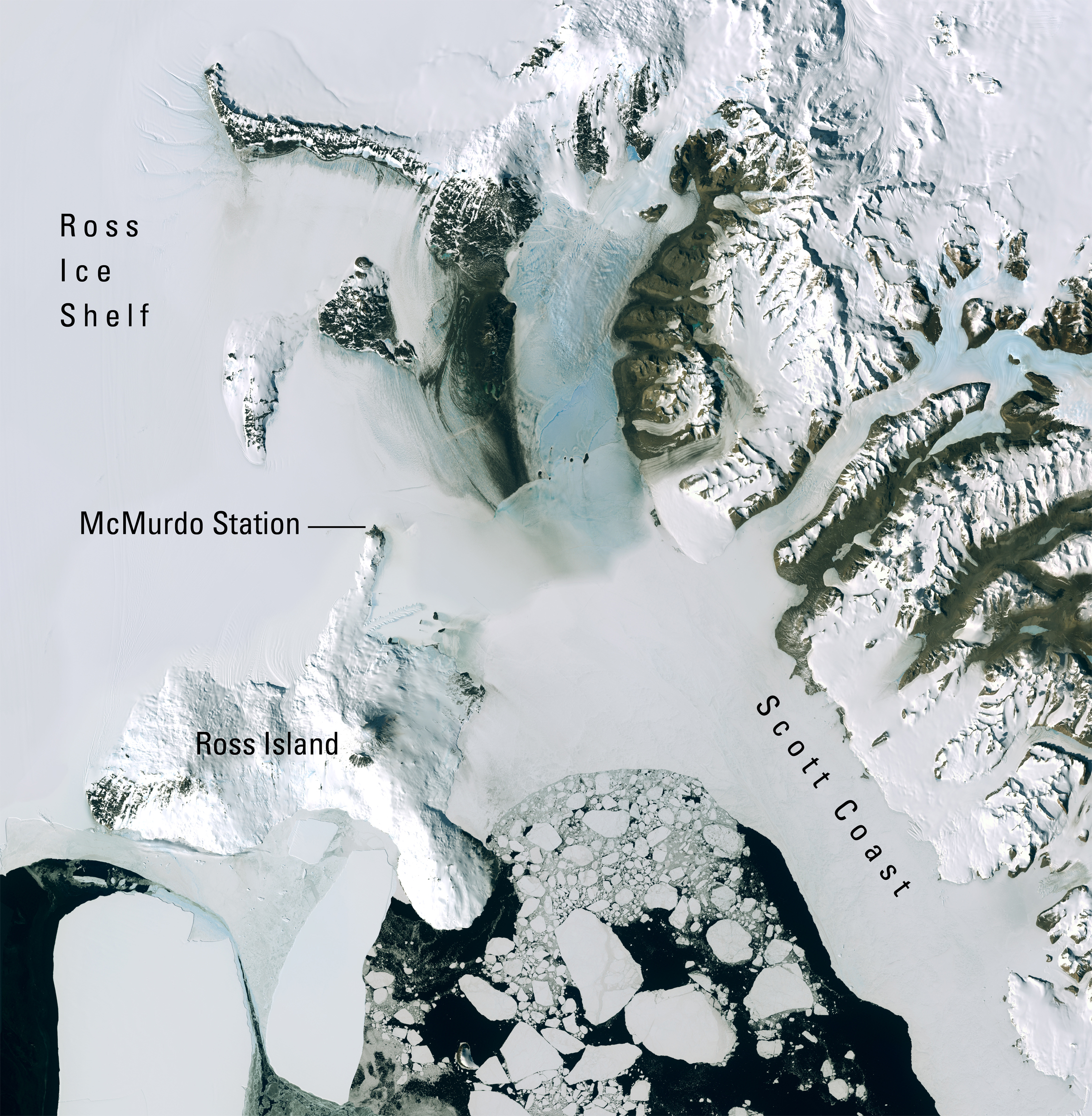
Satellitenbild der Ross-Insel und des Ross-Schelfeises

Viele geographische Orte sind nach James Clark Ross benannt, unter anderem das Rossmeer, das Ross-Schelfeis, Rossøya, die nördlichste Insel Spitzbergens, die Ross-Insel, Kap Ross und die James-Ross-Insel in der Antarktis sowie der Mont Ross auf den Kerguelen im südlichen Indischen Ozean. Der Mondkrater Ross trägt seinen Namen zu Ehren von James Clark und Frank Elmore Ross.

## Werke
- A Voyage of Discovery and Research in the Southern and Antarctic Regions, During the Years 1839–43. 2 Bände. J. Murray, London 1847; Band 1 – Internet Archive / Band 2 – Internet Archive
- Narrative of the proceedings in command of the expedition through Lancaster Sound and Barrow Straits. In: Parliament Papers. 35, 1850